# アリカンテCF
アリカンテCF（Alicante Club de Fútbol）は、スペイン・バレンシア州アリカンテ県アリカンテを本拠地としていたサッカークラブ。2015年に解散した。

## 歴史
1918年創立。ほとんどのシーズンをテルセーラ・ディビシオン（4部相当）以下で過ごしている。アリカンテCFが過去にセグンダ・ディビシオン（2部）で過ごしたのは1939-40シーズン、1951-52シーズン、1956-57シーズンと1957-58シーズンの4シーズンである。
近年はセグンダ・ディビシオンBの有力チームだったが、なかなか昇格プレーオフを突破できずにいた。しかし、2007-08シーズンに昇格プレイオフを勝ち抜き、50年ぶりのセグンダ・ディビシオン昇格を決めた。
2015年5月23日、1,100万ユーロにのぼる負債を抱えたことでアリカンテ県裁判所から破産勧告を受け、同日に破産手続きを施行。1918年設立のアリカンテ県最古のクラブは終わりを迎えた。

## 近年の成績
- 2004-2005 セグンダ・ディビシオンB 優勝
- 2005-2006 セグンダ・ディビシオンB 3位
- 2006-2007 セグンダ・ディビシオンB 優勝
- 2007-2008 セグンダ・ディビシオンB 2位 昇格
- 2008-2009 セグンダ・ディビシオン 20位 降格
- 2009-2010 セグンダ・ディビシオンB 13位
- 2010-2011 セグンダ・ディビシオンB 9位
- 2011-2012 テルセーラ・ディビシオン

- セグンダ・ディビシオン 計5シーズン
- セグンダ・ディビシオンB 計9シーズン
- テルセーラ・ディビシオン 計 45シーズン

## 歴代監督
- ホセ・ボルダラス 1998-2002, 2004-2006
- フェリペ・ミニャンブレス 2006
- アルバロ・セルベラ 2006-2007
- ホセ・カルロス・グラネロ 2007-2008, 2008-2009
- アシエル・ガリターノ 2008

## 歴代所属選手
- フアンデ・ラモス 1989-1990
- アシエル・ガリターノ 2000-2002
- ガイ・イプア 1997-1998
- フアンル・ゴメス 2003-2004、2005-2006
- ダビド・セラヘリア 2003-2005
- ホルヘ・ルケ 2005-2006
- ジョアン・トマス 2007
- フランシスコ・ハビエル・ロドリゲス・ヴィルチェス 2008-2009